# Cransford
Cransford är en by och en civil parish i distriktet East Suffolk, Suffolk, England. Orten har 152 invånare (2001).